# Józef Brandt
Józef Brandt (Szczebrzeszyn, 11 de fevereiro de 1841 — Radom, 12 de junho de 1915) foi um pintor polonês. Especializou-se em retratar temas da história polonesa.

## Formação
Brandt estudou em Varsóvia na escola de J.N. Leszczynski e no Instituto dos Nobres. Em 1858 partiu para Paris a fim de estudar na École centrale mas foi convencido por Juliusz Kossak a trocar a Engenharia pela pintura.
Foi então para Munique, em 1862, onde teve aulas de pintura com Franz Adam e Carl Theodor von Piloty. Em 1867 abriu seu próprio atelier. Em seus estudos pintou soldados, batalhas (principalmente as do século XVII), e cenas do cotidiano das pessoas do interior de seu país.

## Obras famosas
- Bitwa pod Chocimiem
- Husarz - zobacz Husaria
- Lisowczycy Przed Gospodą
- Konfederaci barscy
- Odbicie jasyru

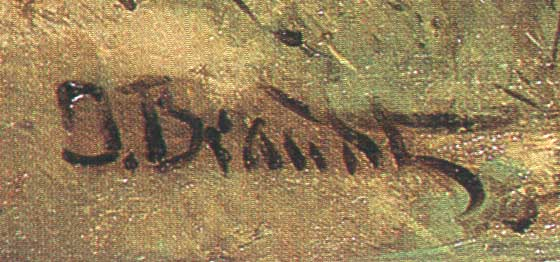
Assinatura de Józef Brandt

- Wyjazd Jana Sobieskiego na polowanie
- Przy studni
- Zaloty

## Centro Polonês de Escultura
O solar do século XIX, que pertenceu a Józef Brandt em Orońsko, juntamente com o parque ao seu redor serve hoje como Centro Polonês de Escultura (polonês: Centrum Rzeźby Polskiej).